# District Vaninski
District Vaninski (Russisch: Ванинский район; Vaninski rajon) is een gemeentelijk district in het zuidoosten van de Russische kraj Chabarovsk. Het bestuurlijk centrum is de gelijknamige plaats Vanino, gelegen op 906 kilometer afstand van Chabarovsk.

## Geografie
District Vaninski bevindt zich tussen 49°52' en 51°05' noorderbreedte en 138°37' en 140°41' oosterlengte en omvat een kustdeel van de kraj aan de Tatarensont, waarbij het zich uitstrekt over 245 kilometer van noord naar zuid en over 90 kilometer van west naar oost. De oppervlakte bedraagt 25.910 km², waarmee het vergelijkbaar in omvang is met bijvoorbeeld Albanië, België of Israël.
Het district bevindt zich op twee grote tektonische breuken, wat wijst op de onvolledige ontwikkeling van de geologische geschiedenis van het gebied en het ontbreken van vruchtbare gronden.
De grenzen van het district verlopen langs het centrale punt van de waterscheidingen die het rivierensysteem van het district scheiden van die van de districten Oeltsjski (noorden), Komsomolski en Nanajski (westen) en Sovjetsko-Gavanski (zuiden). Aan oostzijde grenst het district aan de Tatarensont vanaf Vanino in het zuiden tot Kaap To in het noorden. Langs de kust van de Tatarensont bevindt zich de Sovjetrug met hoogtes tot 560 meter (Sovjetskaja Gavan) en aan de westzijde grenst het district aan de centrale rug van de Sichote-Alin. Er bevinden zich veel rivieren in het district, die voornamelijk bestaan uit bergrivieren met een stroomsnelheid van 1 tot 3 meter per seconde.
Het hoogste punt van het district wordt gevormd door de berg Komandnaja (1628 meter) en zich bevindt in het centrale deel van het gebergte Bolsjoj Kit. De grootste rivieren zijn de Toemnin (ruim 364 kilometer) en de Choetoe (230 kilometer).

## Bevolking
De bevolking bedroeg 42.235 personen bij de volkstelling van 2002, waarmee Vaninski het op een na volksrijkste district van de kraj is. In tegenstelling tot het Russische gemiddelde bestaat het merendeel hiervan uit mannen; 21.627 tegenover 20.608 vrouwen. De bevolking is net als in de rest van Rusland dalende; bij de volkstelling van 1989 woonden er nog 51.428 personen, een daling van bijna 18%. De belangrijkste redenen voor deze daling zijn een vertrekoverschot en een lage vruchtbaarheid (sterfteoverschot). Dit wordt vooral veroorzaakt door een gebrek aan nieuwe woningbouw, verslechterde sociaal-economische leefomstandigheden, vergroting van de morbiditeit, gebrek aan goede medische zorg (inclusief gebrek aan preventiemaatregelen en goede medicijnen). Er woonden in 2002 396 mensen die behoren tot een van de noordelijke volkeren, waaronder vooral Orotsjen (318) en minderheden van Evenken (25), Oedegeïers (15) en Nanai (13).
De grootste plaatsen waren in 2002 Vanino (19.180), Oktjabrski (6.524), Mongochto (4.372) en Vysokogorny (4.044).

## Geschiedenis
Voor de komst van de Russen werd het gebied rond de benedenloop van de Toemninrivier voornamelijk bewoond door de Orotsjen (onder welke naam de Oedegeïers ook lange tijd werden aangeduid), die door hun buurvolken de Oedegeïers pyaka, de Evenken lamka, de Oeltsjen orotsji, de Nvichen tosung en door de Russen orotsjon werden genoemd. De Orotsjen woonden in tenten in de zomer en houten hutten in de winter en hadden zomer en winternederzettingen. Tegen het einde van de 19e eeuw deed de Russische izba zijn intrede bij de Orotsjen.
De Russen arriveerden voor het eerst in 1853, tijdens de Amoerexpeditie (1851 tot 1855), die onder leiding stond van Gennadi Nevelskoj. Leden van zijn expeditie; Nikolaj Bosjnjak, Kir Belochvostov, Semjon Parfentjev en Ivan Mosejev, zetten voor het eerst voet aan wal in het district en voeren in een Nvichenboot naar de Orotsjennederzetting Sjoerkoem, bestaande uit twee joerten. Bosnjak en zijn metgezellen beschreven Kaap Datta en voeren vervolgens naar de monding van de Toemnin (Tumtzhin) en legden aan bij de Orotsjennederzetting Djoeanka (Dzhuanka; Orotsjisch voor "stille, kalme plaats"). Bosnjak zag de Toemnin als een geschikte plaats voor een nieuwe handelsplaats en wilde zelfs een weg aanleggen over land tussen de twee Russische handelsposten Konstantinovski en Nikolajevski. Na de Amoerexpeditie volgden meer onderzoekers in de tweede helft van de 19e eeuw om het gebied en de economische hulpbronnen te beschrijven in het kader van de toekomstige ontwikkeling ervan. Ook werd een Orotsjisch-Russisch woordenboek samengesteld in 1894. In 1874 werd een nieuwe expeditie uitgezonden onder leiding van Logvin Bolsjev met als opdracht de kusten van de Tatarensont te beschrijven tussen de Ryndabaai en de De-Kastribaai. Een van de resultaten vormde de intekening van de Grossvitjsabaai, Andrejevabaai, Silantjevabaai en de Vaninobocht op Russische kaarten van het Verre Oosten. De Russen vonden echter weinig van waarde in het gebied en lieten het daarom grotendeels met rust. Het gebied bleef grotendeels het domein van de Orotsjen en Oedegeïers. Een rapport van Japanse geografen over de Tatarensont uit 1926 (aan het einde van de Russische Burgeroorlog) verklaarde "De Vaninobocht is verlaten en voor de komende 100 jaar worden er geen mogelijkheden verwacht."
Eind jaren '20 hadden de bolsjewieken de controle over het gebied sterk in handen gekregen en zij stelden in 1927 het nationaal district Toemnin in voor de lokale Orotsjen, Oeltsjen, Nvichen en Nanai, dat onderdeel vormde van het district Sovjetski. Ook werden de eerste selsovjets ingesteld. Tussen 1931 en 1932 werden nieuwe hervormingen doorgevoerd, waarbij het Orotsjisch nationaal district werd ingesteld, maar spoedig daarop werd het weer opgeheven en geïntegreerd in het district Sovjetski vanwege "een tekort aan inheemse bevolking". Rond die tijd vond ook de collectivisatie plaats.
In 1943 veranderde de situatie rond de Vaninobocht echter compleet toen opdracht werd gegeven tot de aanleg van een 434-kilometer lange spoorweg tussen Komsomolsk aan de Amoer en de Vaninobocht, dwars door rivieren, onherbergzame taiga, moerassen en berggebieden. Stalin wilde dat deze spoorweg binnen twee jaar werd opgeleverd en vaardigde hiervoor via de GKO 7 decreten uit, die uitgevoerd moesten worden door 130.000 spoorwegarbeiders, burgers, Komsomolleden en Goelagdwangarbeiders. De spoorweg vormde vervolgens een van de aanvoerroutes voor duizenden wagonladingen militair materieel, soldaten en voedselvoorraden in voorbereiding op Operatie Augustusstorm, die de Japanners onder andere van Zuid-Sachalin en de Koerilen moest verdrijven. De manschappen, voorraden en materieel werden uitgeladen in Vaninski port (de haven van Vanino), dat begin jaren 30 was opgezet als doorvoerhaven voor Goelagdwangarbeiders naar de goudwinningsgebieden van de Dalstroj. Met de aansluiting op het spoorwegnet begon een snelle ontwikkeling van het district rond de Vaninobocht, waar Vanino en Oktjabrski verrezen. Elk naoorlogs jaar groeide de havenindustrie in deze plaatsen verder door de aanvoer van hout en goud (van de Kolyma) en de groei van de visserij. De Orotsjen werden betrokken bij de aanleg van het spoor, maar werkten veelal in landbouwkolchozen. De Orotsjen kwamen te wonen in gemengde dorpen en begonnen steeds meer Russisch te spreken. Het Orotsjisch, waarvoor nooit een geschreven variant is bedacht, wordt nog slechts door een klein deel en alleen thuis gesproken.
Een groot deel van de plaatsen en infrastructuur in het district kwam tot stand door de handen van Goelagdwangarbeiders. Ook werd Vanino gebruikt als de belangrijkste doorvoerhaven voor gevangenen naar het noorden. Volgens Solzjenitsyn en Kowalski werden tot 1953 ruim 2 miljoen gevangenen langs Vanino, waar zich ook een overwinteringsplaats bevond, vervoerd naar de goudmijnen aan de Kolyma. Uit die tijd stamt het gevangenenliedje Ik herinner de haven van Vanino.
In 1953 werd de Vliegbasis Kamenny Roetsjej aangelegd ten noordoosten van Vanino, die in de jaren 70 een van de grootste luchtmachtbases vormde van het Sovjet-Verre Oosten met vooral Tupolev Tu-95's en Tupolev Tu-22M's. Mogelijk bevond zich hier ook een opslagplaats voor atoomwapens.
Tot eind jaren 50 vormde Vanino een onderdeel van Sovjetskaja Gavan. Op 5 juni 1958 werd Vanino echter afgescheiden van de stad en kreeg de status van arbeidersnederzetting. Op 31 augustus van dat jaar kwam de sovjet van Vanino voor het eerst bijeen onder leiding van Vladimir Tsinkalov. Het bestuur over het enorme gebied vanuit Sovjetskaja Gavan werd over de jaren steeds lastiger, hetgeen bestuurders ertoe deed besluiten om een apart district op te zetten in het noordelijk deel ervan rond Vanino. Op 27 december 1973 werd het district Vaninski opgericht en kreeg Vanino de status van bestuurlijk centrum hiervan. Tot eerste bestuurder werd Nikolaj Jevremenko gekozen het jaar erop.

## Plaatsen
Hieronder bevindt zich een lijst van plaatsen in het district met hun postcodes.
| Type | Naam      | Russisch | Postcode |
| ---- | --------- | -------- | -------- |
| p.   | Akoer     | Акур     | 682870   |
| s.   | Choetoe   | Хуту     | 682850   |
| p.   | Datta     | Датта    | 682863   |
| c.   | Datta     | Датта    | 682863   |
| p.   | Djoeanka  | Дюанка   | 682860   |
| s.   | Djoeanka  | Дюанка   | 682862   |
| p.   | Dzjigdasi | Джигдаси | 682860   |
| p.   | Kato      | Като     | 682855   |
| p.   | Kato      | Като     | 682860   |
| p.   | Kenada    | Кенада   | 682875   |

| Type   | Naam             | Russisch       | Postcode |
| ------ | ---------------- | -------------- | -------- |
| p.     | Koeznetsovski    | Кузнецовский   | 682855   |
| p.     | Kosgrambo        | Косграмбо      | 682855   |
| p.     | Kosgrambo        | Косграмбо      | 682875   |
| p.     | Landysji         | Ландыши        | 682882   |
| p.     | Moetsjka         | Мучка          | 682860   |
| p.     | Mongochto        | Монгохто       | 682882   |
| s.     | Oeska-Orotsjkaja | Уська-Орочская | 682850   |
| s.     | Oeska-Roesskaja  | Уська-Русская  | 682850   |
| p.g.t. | Oktjabrski       | Октябрьский    | 682890   |
| p.     | O-oene           | Оунэ           | 682850   |

| Type   | Naam           | Russisch     | Postcode |
| ------ | -------------- | ------------ | -------- |
| p.     | O-oene         | Оунэ         | 682855   |
| p.     | Otkosnaja      | Откосная     | 682855   |
| s.     | Teply Kljoetsj | Теплый Ключ  | 682871   |
| p.g.t. | Toeloetsji     | Тулучи       | 682870   |
| p.     | Toemnin        | Тумнин       | 682865   |
| p.     | Toki           | Токи         | 682851   |
| s.     | Tsjipasari     | Чипсари      | 682863   |
| p.g.t. | Vanino         | Ванино       | 682860   |
| p.     | Vstretsjny     | Встречный    | 682860   |
| p.     | Vysokogorny    | Высокогорный | 682855   |